# فيكتور سانتياغو دياز
فيكتور سانتياغو دياز هو سياسي بورتوريكي، ولد في 28 أغسطس 1968، وتوفي في 30 ديسمبر 2015. حزبياً، نشط في Popular Democratic Party (Puerto Rico) ‏. وقد انتخب عمدة تواباخا ‏.